# النمر الوردي (1963)
النمر الوردي (بالإنجليزية: The Pink Panther)‏ هو فيلم كوميدي أمريكي تم اصداره عام 1963 اخرجهبليك إدواردز بالإضافة إلى انه شارك بكتابة سيناريو الفيلم جنبا إلى جنب مع موريس ريتشلين.الفيلم من بطولةبيتر سلرز,ديفيد نيفن , روبرت وانجر ,Capucine, كلاوديا كاردينالي.
الفيلم في عام 2010 اختير لحفظه فيمكتبة الكونغرس كجزء من السجل الوطني للفيلم ,واعتبر الفيلم ثقافيا و تاريخيا و اجمالياً هاماً.

## روابط خارجية
- النمر الوردي على موقع IMDb (الإنجليزية)
- النمر الوردي على موقع ميتاكريتيك (الإنجليزية)
- النمر الوردي على موقع الموسوعة البريطانية (الإنجليزية)
- النمر الوردي على موقع روتن توميتوز (الإنجليزية)
- النمر الوردي على موقع نتفليكس (الإنجليزية)
- النمر الوردي على موقع قاعدة بيانات الأفلام العربية
- النمر الوردي على موقع ألو سيني (الفرنسية)
- النمر الوردي على موقع Turner Classic Movies (الإنجليزية)
- النمر الوردي على موقع أول موفي (الإنجليزية)
- النمر الوردي على موقع بوكس أوفيس موجو (الإنجليزية)